# Axonolaimus serpentulus
Axonolaimus serpentulus is een rondwormensoort uit de familie van de Axonolaimidae.